# Mistura perplexa
Mistura
Genre
Espèce
Mistura perplexa, unique représentant du genre Mistura, est une espèce fossile d'araignées aranéomorphes L'appartenance de ce genre à la famille des Dysderidae est incertain.

## Distribution
Cette espèce a été découverte dans de l'ambre du Chiapas au Mexique. Elle date du Néogène.

## Publication originale
- (en) Alexander Ivanovitch Petrunkevitch, Chiapas amber spiders, II., vol. 63, coll. « University of California Publications in Entomology », 1971, 1–44 p..